# Krími háború
A krími háború 1853 és 1856 között Délkelet-Európában és a Közel-Keleten, egyfelől az Orosz Birodalom és szövetségesei, másfelől az Oszmán Birodalom és az azt támogató brit–francia–szárd szövetséges erők, illetve különféle nemzetiségű önkéntes csapatok részvételével zajlott. Az összetűzést az Oszmán Birodalom balkáni és fekete-tengeri területei iránt támasztott orosz igény indította el, amely kiváltotta az orosz terjeszkedést ellenző nyugat-európai nagyhatalmak beavatkozását, a Brit Birodalom és a Francia Császárság katonai intervencióját, hogy megakadályozzák a meggyengült Oszmán Birodalom összeomlását, vagy jelentős balkáni és kaukázusi területvesztéseit. A háborút az 1856-os párizsi szerződés aláírásával zárták le. Katonai veresége nyomán Oroszország politikai és diplomáciai elszigeteltségbe került.

## Előzményei
Az Orosz Birodalom az 1848-as európai forradalmak leverése után hatalma csúcsán állt, hadereje, az Orosz Cári Hadsereg (Ру́сская импера́торская а́рмия – Russzkaja imperatorszkaja armija) az akkori világ messze legnagyobb létszámú szárazföldi hadseregének számított. Ausztriát az kötötte le, hogy Németországban megakadályozza a német egység létrejöttét. A cár elérkezettnek látta az időt az oroszok régi álmának megvalósítására, a fekete-tengeri szorosok megszerzésére. A francia Második Császárság és a Brit Birodalom viszont időszerűnek látták az orosz szárazföldi dominancia megtörését. A Szent Szövetség felbomlása után Franciaország számára ez egyúttal fontos kitörési lehetőség is volt a napóleoni háborúk óta Franciaországot többé-kevésbé folyamatosan sújtó diplomáciai elszigeteltségből. Nem véletlen, hogy a konfliktus egyik fő mozgatója III. Napóleon volt. Brit oldalról pedig megengedhetetlennek tartották a Boszporusz és a Dardanellák orosz befolyás alá kerülését. A keleti kérdés kiéleződése 1853-ban így a krími háború kirobbanásához vezetett.

## A háború menete

### Orosz–török háború
A háború ürügyét a katolikus és ortodox egyházi vezetők vitája adta a jeruzsálemi szent helyekről. Az Oszmán Birodalom keresztényeinek védnöki szerepében tetszelgő Oroszország nem akarta átadni helyét a franciáknak. A török kormány a franciák mellett döntött. 1853. február végén a cár Konstantinápolyba küldte Alekszandr Mensikov herceget, volt haditengerészeti minisztert, Finnország cári főkormányzóját, aki átadta a portának az orosz követelések listáját. Ezek egy része keresztény zarándokok szabad mozgására vonatkozott, ezeket a szultán hajlandó volt teljesíteni. Ekkor Mensikov új követeléssel állt elő, az Oszmán Birodalomnak szerződésben kellett volna köteleznie magát, hogy összes keresztény alattvalója (a birodalom népességének egyharmada) fölötti joghatóságot átengedi a cárnak. A porta (a brit nagykövet biztatására) visszautasította az orosz követeléseket. Mensikov 1853. május 21-én nagy felháborodást keltve elhagyta Konstantinápolyt. A tárgyalások jól megkomponált megszakítását Oroszország ürügyként használta az Oszmán Birodalom elleni fegyveres akció megindítására.

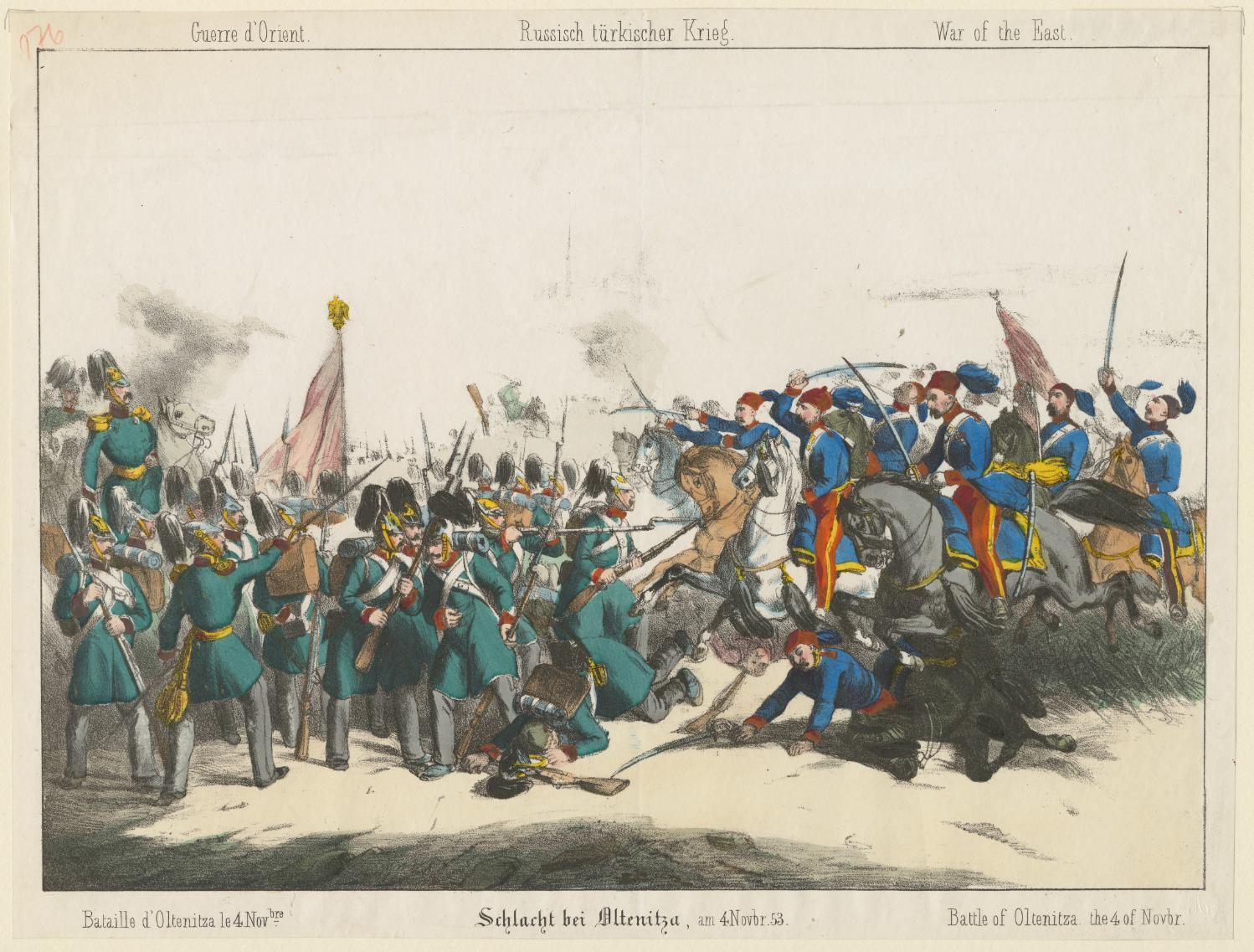
Az oltenițai csata

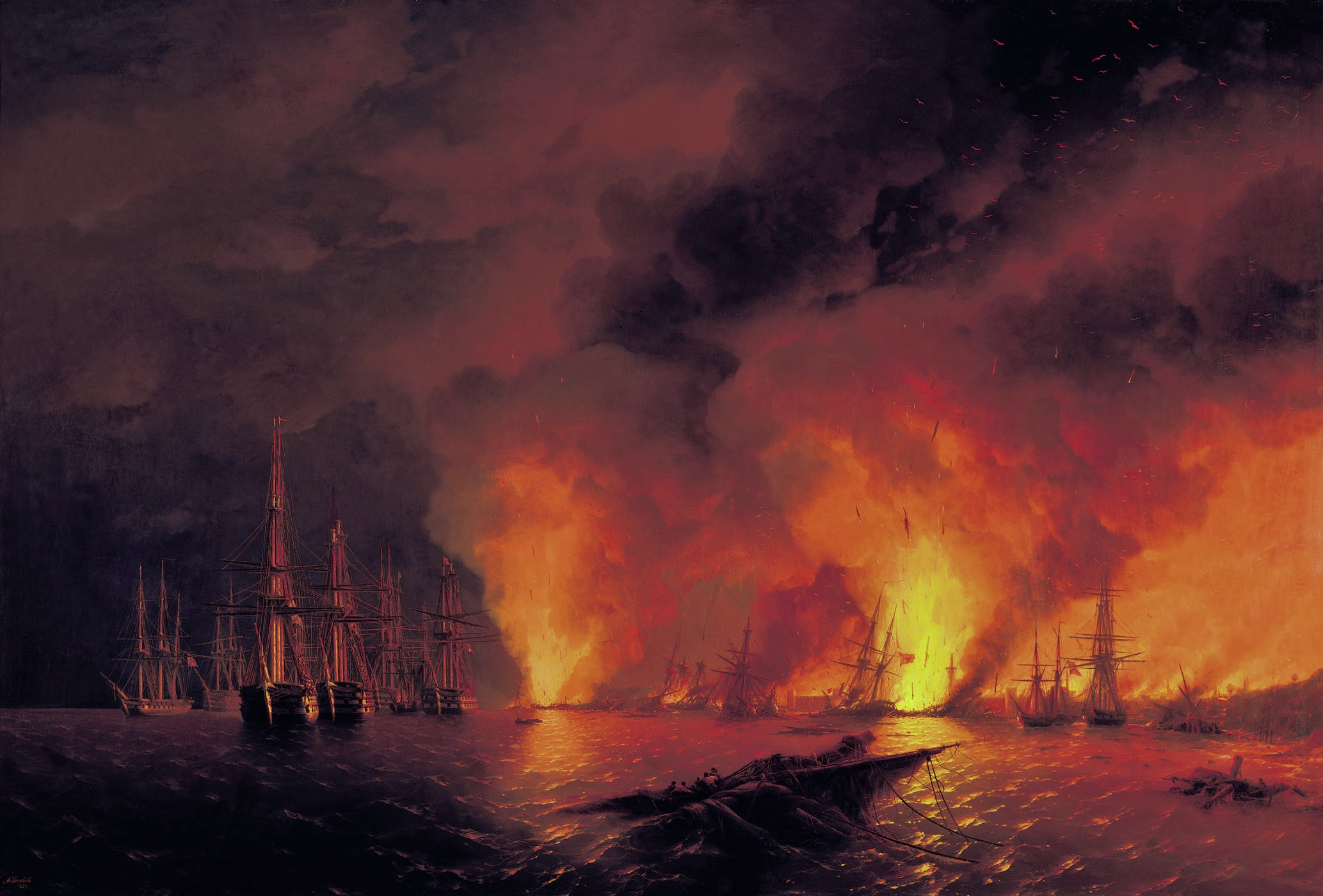
A sinopi tengeri csata

Első lépésként I. Miklós orosz cár hadai 1853. június végén bevonultak Moldvába és Havasalföldre. (A két dunai fejedelemség megszállásáról azért döntöttek, mert a cár főtanácsadója, Ivan Paszkevics tábornagy eleve nem bízott Ausztria barátságos magatartásában, és biztosítani kívánta a front jobbszárnyát.) Bécs nehéz helyzetbe került: Ferenc József császár személyes lekötelezettje volt I. Miklós cárnak, főképp az oroszok 1849-es magyarországi beavatkozása miatt, de az oroszok balkáni előretörése ellenkezett Ausztria érdekeivel. Az osztrák diplomácia hiába próbált közvetíteni a felek között. Kossuth az emigrációból hasztalanul igyekezett a háborút Magyarországra is kiterjeszteni, elképzelése meghiúsult, az osztrákok nem üzentek hadat az Oszmán Birodalomnak.
A britek és franciák biztatására I. Abdul-Medzsid oszmán szultán 1853. október 16-án hadat üzent Oroszországnak. A törökök Omer pasa főparancsnok vezetésével ellentámadást indítottak, november 4-én az oltenițai csatában (a Duna bal partján, a bolgár Tutrakan várossal szemben) taktikai győzelmet arattak, és megakasztották az orosz offenzívát. A Havasalföldön rekedt orosz csapatok a tél beállta miatt abban az évben már nem tudtak tovább nyomulni dél felé. November 30-án az orosz fekete-tengeri flotta, Pavel Nahimov tengernagy parancsnoksága alatt megtámadta Sinop hadikikötőjét, tüzérségi gránátokkal megsemmisítette az ott állomásozó török hajórajt, lerombolta a partvédő erődítményeket és felgyújtotta a várost. A hajóraj parancsnokát, Oszmán pasa altengernagyot sebesülten elfogták és Szevasztopolba szállították. Ez a támadás adta a hivatalos ürügyet arra, hogy egy brit–francia flottakötelék behajózzon a Fekete-tengerre.

### Brit–francia hadüzenet

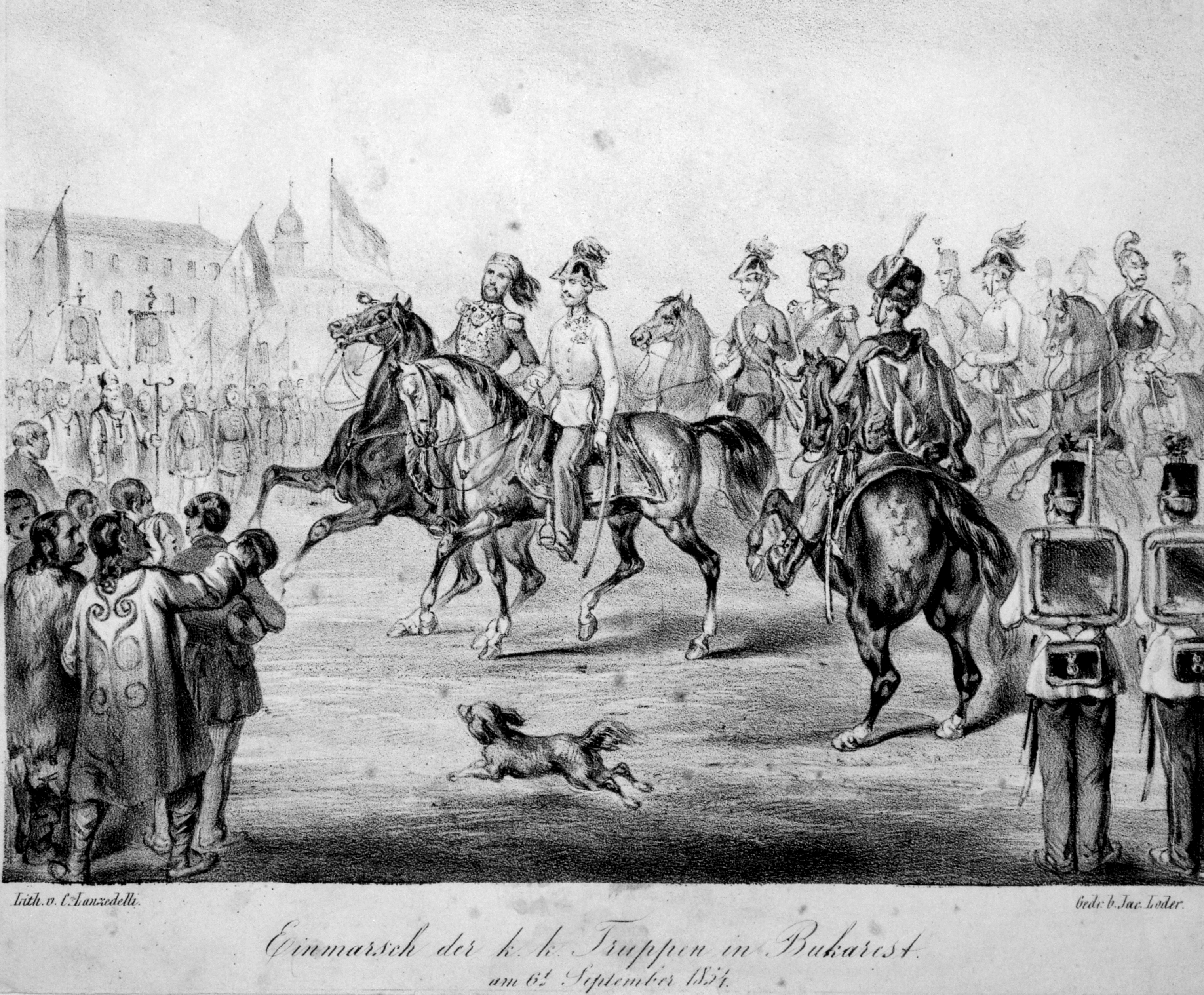
Osztrák csapatok bevonulása Bukarestbe, (1854. augusztus-szeptember)

A törökök mögött felsorakoztak a britek és a franciák, hogy megakadályozzák az orosz terjeszkedést. Ausztriát – a magyar emigráció támogatásának kilátásba helyezésével – rászorították arra, hogy követelje Moldva és Havasalföld kiürítését, amit Oroszország visszautasított, mire brit, szárd–piemonti, francia és nassaui csapatok szálltak partra a Krím félszigeten, és a háború megkezdődött. A britek még további 15 ezer katonát vezényeltek fel később Máltáról (java részük a helyi máltai lakosságból verődött össze).

### Szevasztopol ostroma
1854. szeptember 14-én brit és francia csapatok szálltak partra a Krím nyugati partján, a Kalamita-öbölben, Szaki város közelében, Szevasztopoltól, a fekete-tengeri orosz flotta erődített támaszpontjától 80 km-re északra. Szeptember 19-én 60 000 katonával megindultak délnek, Szevasztopol felé. Átkeltek az Alma folyón, a torkolat közelében. Szeptember 20-án támadást intéztek a déli part magaslatain elsáncolt orosz csapatok ellen, akiket Alekszandr Mensikov admirális irányított. A Pierre Bosquet tábornok vezette franciák feljutottak, az oroszok a bekerítés elől visszavonultak. A támadók Szevasztopol kapujában álltak. A táborban kolera tört ki, szeptember 29-én meghalt maga Saint-Arnaud marsall, francia főparancsnok, helyét Canrobert marsall vette át.

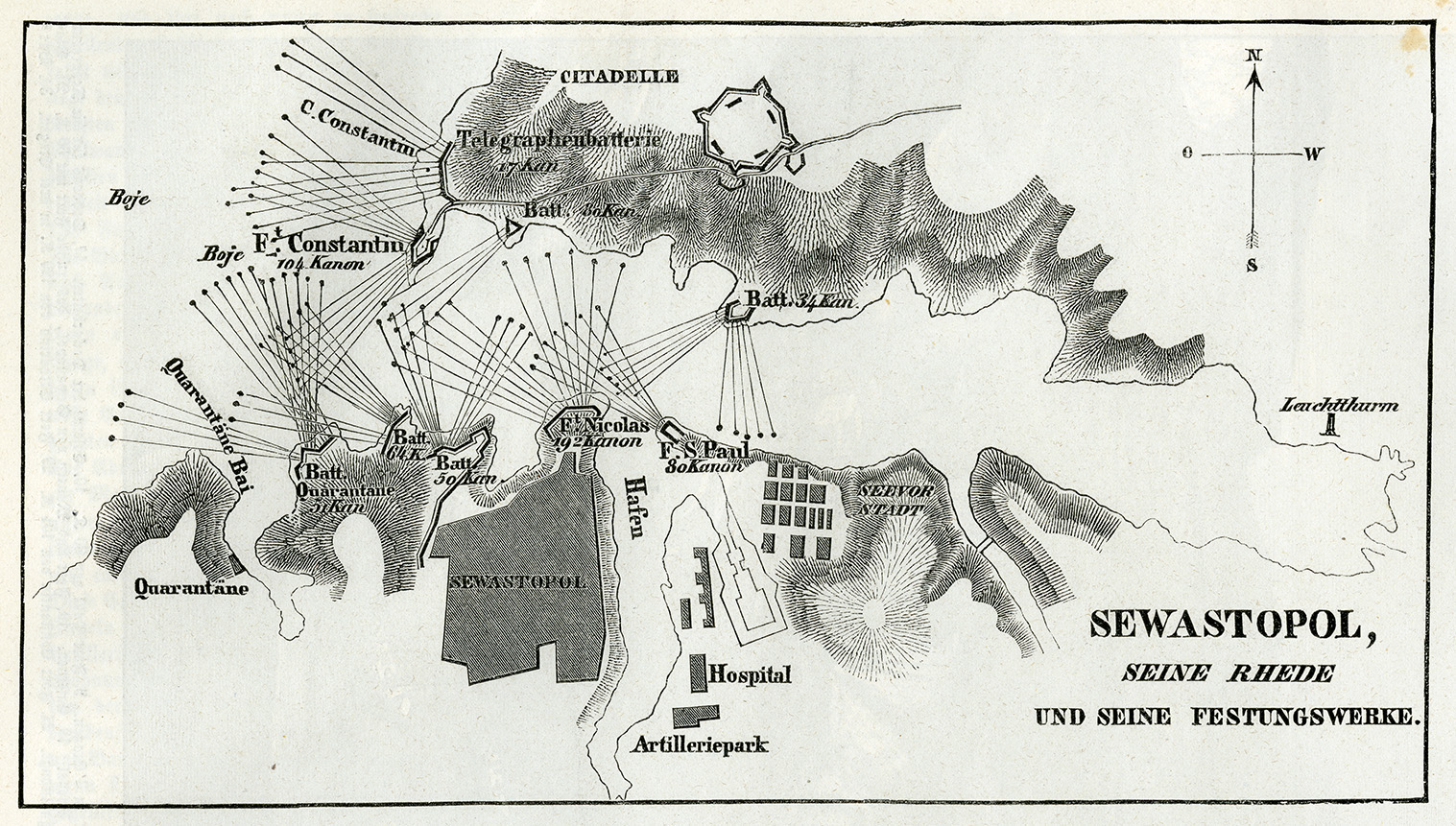
Szevasztopol erődítményei

A tenger felől erősen védett kikötőváros a szárazföld felől védtelen volt, kis számú védőserege a tengerparti állásokban volt. A szövetséges parancsnokok azonban nem menetből történő azonnali támadásról határoztak, hanem megkezdték a város bekerítését és ostromművek építését. Ezt látva a helyőrség parancsnoka, Eduard Ivanovics von Totleben tábornok lázas sietséggel védművek építésébe kezdett. A tenger felől várható támadást az öböl bejáratánál elsüllyesztett orosz hadihajókkal tették lehetetlenné, a tengerészeket a védőcsapatokhoz osztották be. Október 17-én megkezdődött az ostrom, a város tengerre néző védműveit a franciák saját fejlesztésű úszó ütegei (batterie flottante) vették tűz alá. A brit–francia támadó futóárok-rendszer és a város védelmi állásai egymással versenyezve épültek. A Totleben utászai által kiépített raffinált katakomba és sáncrendszer lehetővé tette a város hosszú távú védelmét. Az ostrom elhúzódott, a téli hadviselésre és nagyszámú sebesült és beteg ellátására csak a franciák voltak felkészülve, a britek emberveszteségei megnőttek.

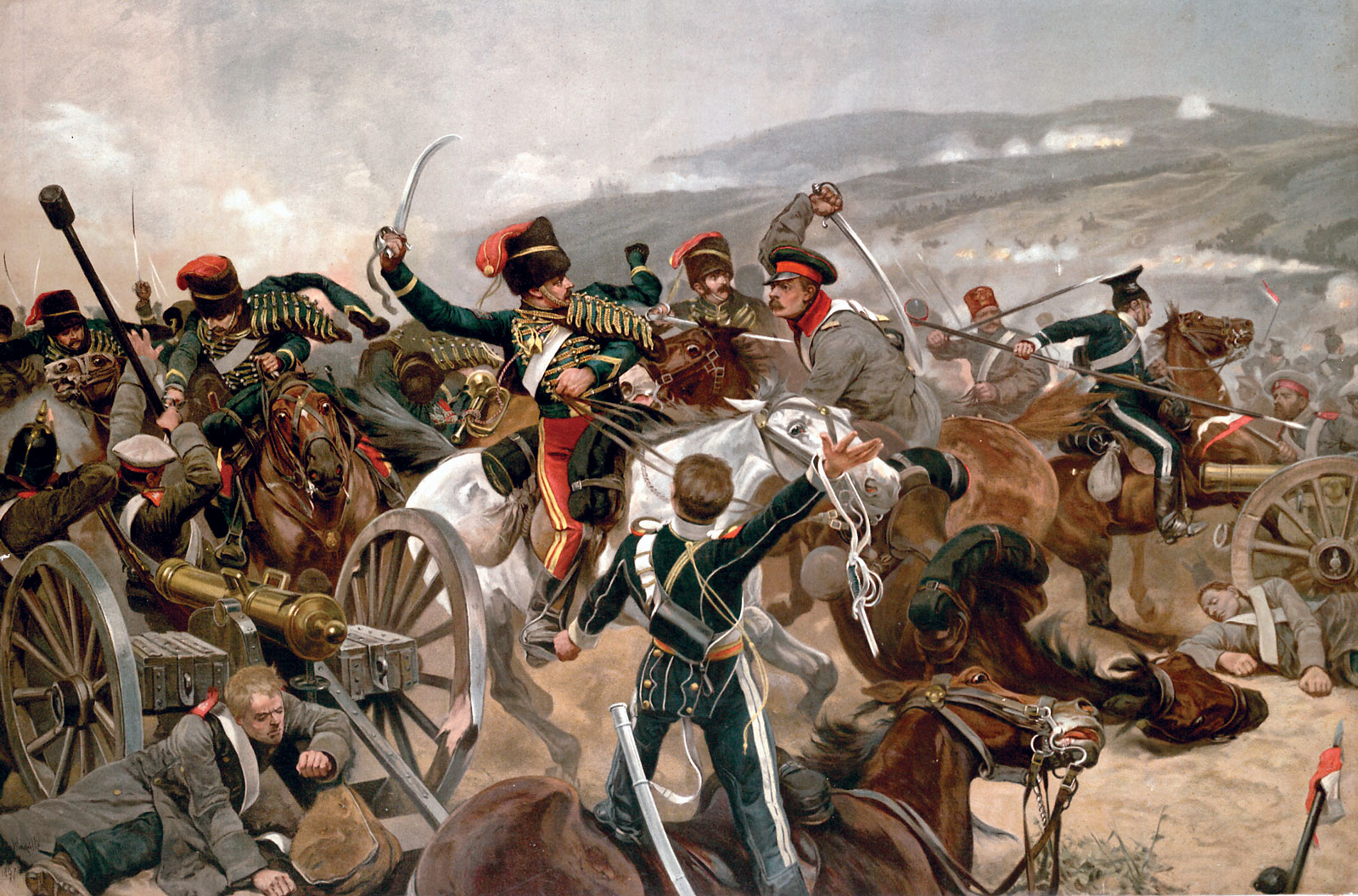
A balaklavai csata

1854. október 25-én Liprandi tábornok vezetésével 25 000 főnyi felmentő sereg érkezett Besszarábiából, és támadást intézett a brit–francia utánpótlási kikötő, Balaklava védőállásai ellen. A balaklavai csata során az oroszokat visszavetették, eközben került sor a hírhedtté vált brit könnyűlovassági rohamra, amelyben a Lord Lucan és Lord Cardigan által vezetett lovasezredek Lord Raglan főparancsnok hibás parancsai következtében orosz ütegek kereszttüzébe jutottak és felmorzsolódtak. Október 26-án a város védői kicsaptak az ostromlókra, de a vállalkozás kudarcba fulladt. November 5-én Inkerman térségében újabb nagy kitörési és felmentési kísérletre került sor. Az inkermani csatában a briteket megtizedelték, elesett George Cathcart tábornok, hadosztályparancsnok is. Az oroszokat a francia zuávok és idegenlégiósok szorították vissza.

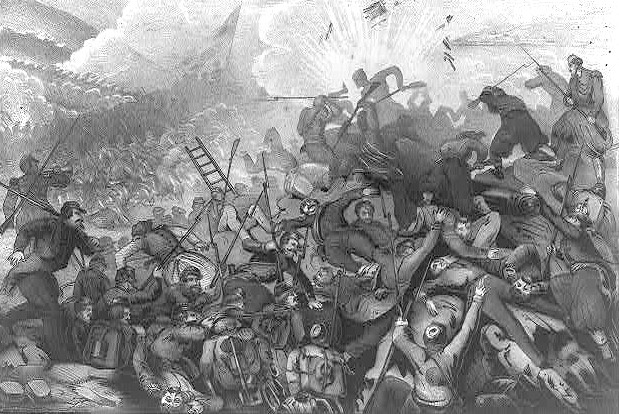
Szevasztopol eleste

Szevasztopol ostroma elhúzódó anyagcsatává változott. A város teljes bekerítése nem sikerült, a védők a Csernaja-öblön keresztül időnként utánpótláshoz juthattak. A küzdelmet az anyag- és emberutánpótlás folyamatos biztosítása döntötte el. 1855 májusában már 35 000 brit, 100 000 francia állt Szevasztopol alatt, május végén csatlakozott hozzájuk a Szárd Királyság 14 000 itáliai katonája. (A Szárd-Piemonti Királyság már egy Ausztria elleni konfliktusra készült, ehhez francia támogatásra volt szüksége, ennek megszerzése érdekében lépett a háborúba és küldött csapatokat Krímbe, Franciaország oldalán. A befektetés 1859-ben, a szárd–francia–osztrák háborúban hozta meg gyümölcsét.)
Mind a védőket, mind a támadókat fertőző betegségek tizedelték. 1855. június 28-án vérhasban meghalt Lord Raglan brit tábornagy, főparancsnok. Július 12-én elesett a védelem egyik fő szervezője, Nahimov tengernagy, a hadikikötő parancsnoka, a város katonai kormányzója. Augusztus 16-án az ostromlók visszaverték a védők utolsó kitörési kísérletét a Csorna folyónál. Szeptember 8-án Patrice de Mac-Mahon és Pierre Bosquet francia csapatainak sikerült betörniük a védelem vonalai mögé és elfoglalni az erőd egyik kulcspontját, a Malakov-bástyát. szeptember 9-én a védők felrobbantották a város és a kikötő erődítményeit, és a Csernaja-öblön keresztül elhagyták a várost. Szevasztopolt megszállták brit–francia–szárd csapatok. November 19-én hajóján kolerában meghalt Armand Joseph Bruat tengernagy, a francia expedíciós flotta parancsnoka.
Bár az angol és francia katonák is sokat szenvedtek, flottájuk jobban megoldotta az anyag- és emberutánpótlási feladatot, mint saját birodalmában az elavult cári rendszer. A közel fél millió áldozat nagy részét a járvány, az éhínség és a hideg ragadta el.
A háborúban összesen több mint 16 000 önkéntes is harcolt, a brit–francia–török szövetség oldalán többek között lengyelek, svájciak, olaszok és németek (főleg brit zsoldban), valamint olyan szláv önkéntesek akik nem az oroszokkal rokonszenveztek (horvátok, csehek, orosz ellenzékiek), különösképp Szevasztopol ostrománál. A török hűbéres Egyiptom és Tunisz (ma Tunézia) szintén küldött expedíciós csapatokat a Krímbe, akik elsősorban szintén Szevasztopol ostrománál, illetve az Alma folyó mellett vívott csatában játszottak jelentős szerepet. Oroszország támogatására a török elnyomástól szenvedő görög és bolgár önkéntesek érkeztek nem túl nagy számban, Montenegró és Szerbia viszont nagyobb erőkkel próbálta kivenni a részét. A szerb erők kötelékében macedónok is voltak, de csapataik jobbára a külső balkáni frontokon harcoltak.

### Harcok a Kaukázusban

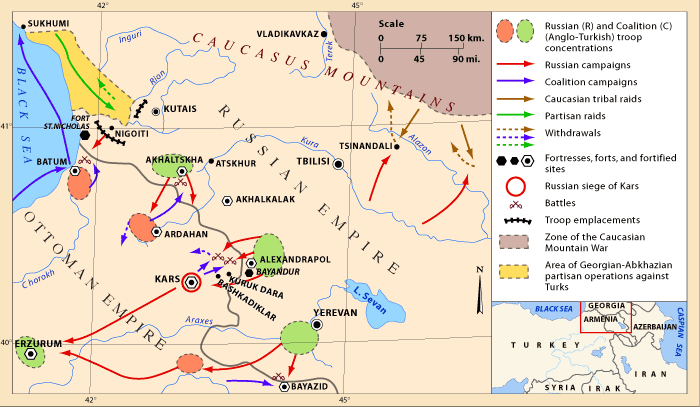
A kaukázusi front

A Krímen kívül harc dúlt a Kaukázus vidékén Kars váráért, amit a török szolgálatba lépő Kmety György és Guyon Richárd védett meg az oroszokkal szemben.

## A párizsi békeszerződés
1855. február 18-án (március 2-án) I. Miklós cár elhunyt, és szeptemberben elesett Szevasztopol. Az új cár, II. Sándor hajlott a megegyezésre, be akarta fejezni a háborút. Az 1856. március 30-án megkötött párizsi békeszerződés megalázó mértékben visszaszorította Oroszország európai befolyását. A cár elvesztette a Duna torkolatvidékét, le kellett mondania a törökországi keresztények védnökségéről, s nem tarthatott hadihajókat a Fekete-tengeren.

## A háború tapasztalatai
A háborúban sok, már a modern háborúkat előrejelző mozzanat jelent meg. A küzdő felek hadiflottáin először rendszeresítettek robbanólövedékeket a korábbi tömör vasgolyók helyett, és ezzel végleg elavulttá tették a fából épült hadiflottákat. A sinopi csatában az oroszok így semmisítették meg könnyedén a törökök teljes fekete-tengeri flottáját. Szerepet kapott a távíró, és a vasút. A balaklavai csatára felvonult brit–francia hajók egy részét elpusztító orkán a korabeli távíró eszközökkel már jelezhető lett volna, e tapasztalat alapján kidolgozták a tudományos meteorológiai előrejelzés első elméletét. A harcok során új lövedéket és fegyvertípust használták a francia gárda gyalogsági alakulatai; a Minié-féle lövedékhez tervezett gyalogsági puskákat itt vetették be először a világon elsöprő eredménnyel. Az orosz fegyvereknél sokkal pontosabb és nagyobb hatótávolságból célba találó puskák sok csatát döntöttek el és az új fegyverek hatékonysága az orosz emberveszteségen, a halottak és súlyos sebesültek számarányán is meglátszott. Hamarosan megjelent a szigorú katonai cenzúra is, mivel Angliában súlyos botrányt okozott, hogy a londoni The Times olyan pontos katonai információkat közölt az eseményekről, hogy ezáltal az orosz hadvezetés lényeges előnyökhöz jutott.

## A háború következményei
A krími háború részleges (belpolitikai) függetlenséget hozott a Havasalföldi és Moldvai Fejedelemségnek, melyek az Oszmán birodalom vazallusai voltak. A győztes nagyhatalmak, hogy az orosz és a török fél között egyfelől, másfelől a nyugati civilizáció (a határos római katolikus Habsburg császárság) és kelet (oszmánok birodalma délkeleten, pánszlávista ortodox oroszok északkeleten)  között ütközőállamot hozzanak létre, támogatták a két fejedelemség függetlenségét és egyesülését. Így a két fejedelemség vezető nemesei saját maguk választhatták meg Cuza ezredest közös fejedelmüknek (1859), s így a perszonálunió révén létrejött az Egyesült (Dunai) Fejedelemségek, amelyet a nagyhatalmak 1862-ben ismertek el.
Oroszország veresége annyira súlyos volt, hogy az egy időre kivonta a nagyhatalmak sorából. Mivel a háború anyagi terhei kis híján államcsőd szélére juttatták az országot, ezért 1857-ben a cár beleegyezett, hogy kormánya tárgyalásokba kezdjen az amerikai kormánnyal Alaszka eladásáról. Szándékukat ösztökélte az is, hogy újabb konfliktustól tartottak a Brit Birodalommal, és Alaszkát védhetetlennek ítélték a brit flotta támadásai ellen. A megegyezés több évet késett, az érvényben lévő kereskedelmi koncessziók és az 1861-ben kitört amerikai polgárháború miatt. A szerződést végül 1867. március 29-én írták alá, a vételárat 7,2 millió dollár értékű aranyban határozták meg.

## Galéria

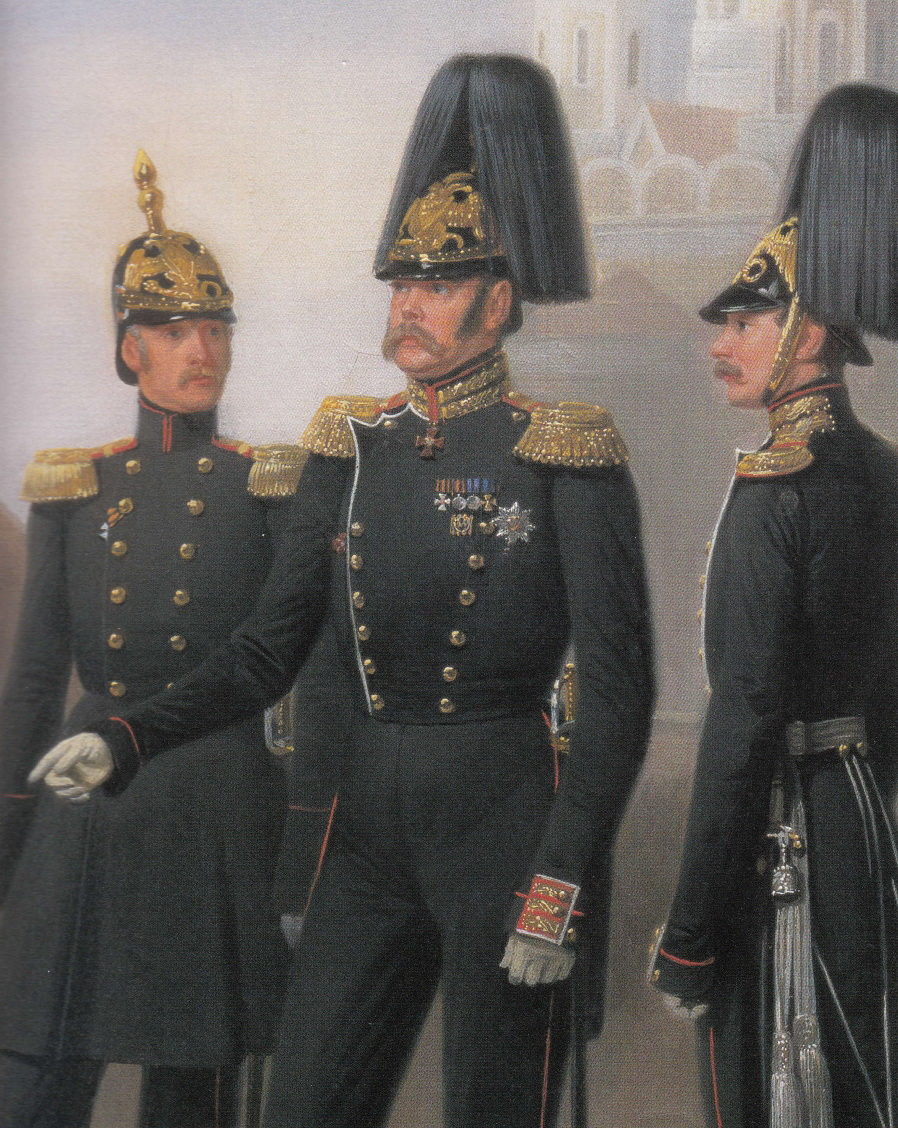
Balról jobbra: ezredes, vezérőrnagy és százados 1853-ban, az orosz császári Testőr Vadászezredből.
Az orosz császári 3. finn gárda gyalogoszászlóalj katonái az 1850-es években.
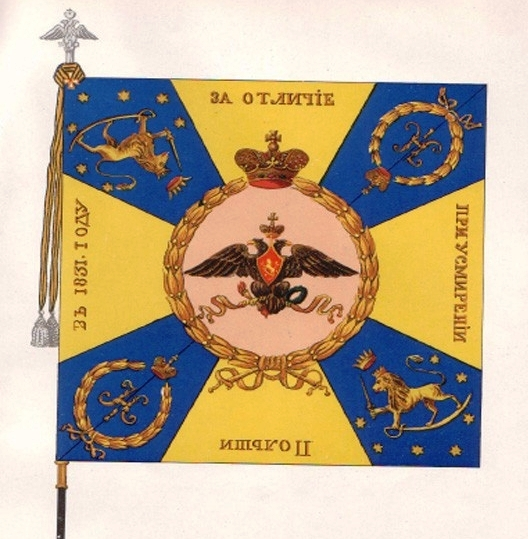
Jellegzetes, a 3. finn gárda gyalogoszászlóalj által használt orosz hadizászló, az orosz császári címerrel, I. Miklós cár uralkodói névjelével és a Finn Nagyhercegség címerével.
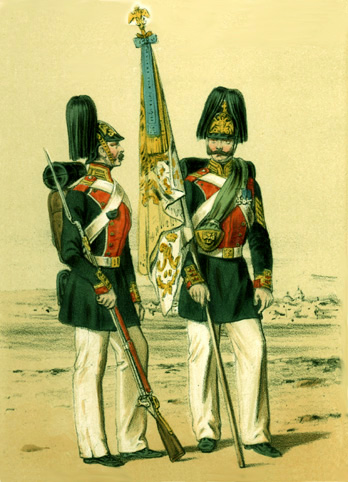
Gyalogosok az orosz császári Szemjonovszkij-gárdaezredből, lószőrforgós gyalogsági sisakban.
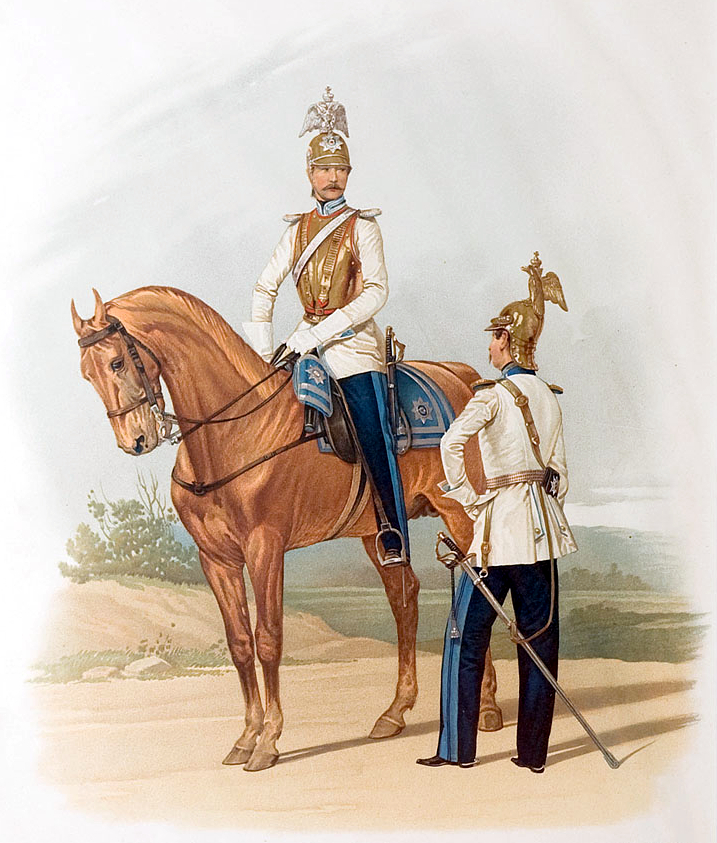
Orosz császári nehézlovasság 1855-ben, Őfelsége Vértes Gárdaezredéből.
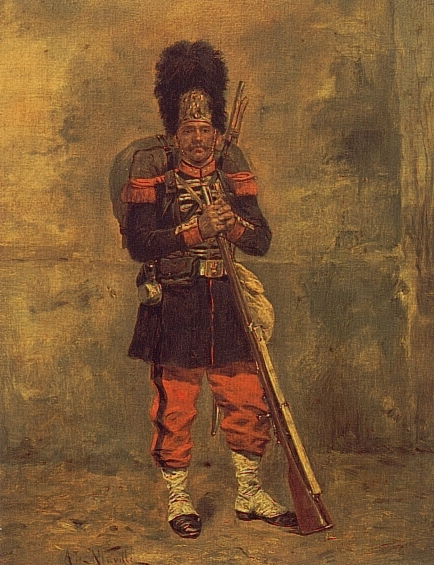
Gránátos a francia Császári Gárda (Garde Impériale) állományából, az 1850-es évek és 1870 közötti egyenruhában.
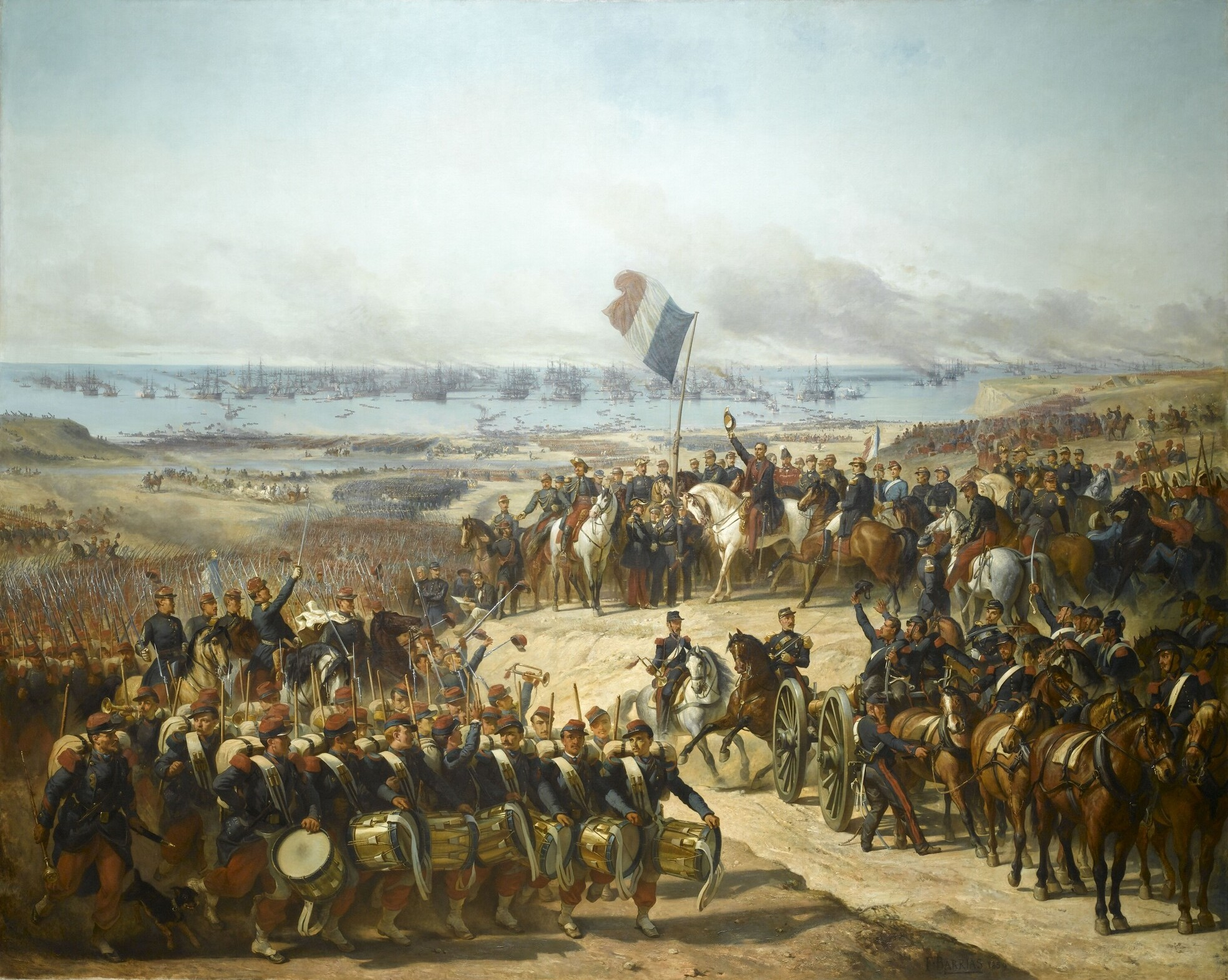
Francia csapatok partraszállása a Krímben 1854. szeptember 14-én.
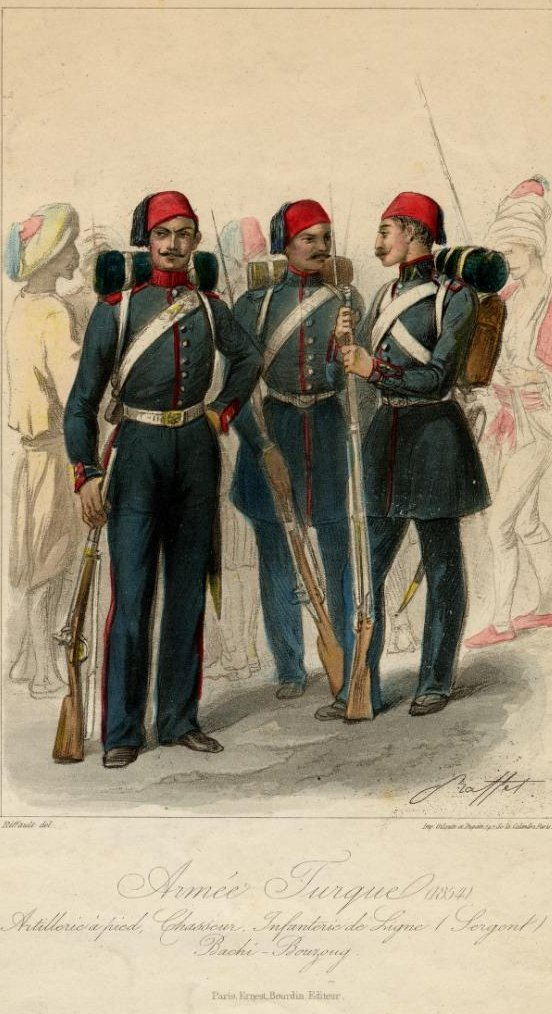
Török katonák 1854-ben, balról jobbra: tüzér, vadász (könnyűgyalogos) és sorgyalogos.
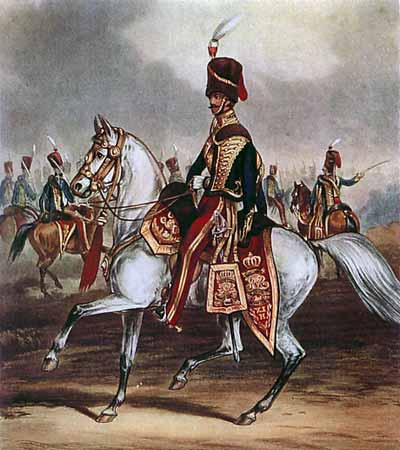
Huszárok a brit 11. Prince Albert's Own huszárezredből, a krími háború idejéből.